# 원자론
원자론(原子論)은 모든 물질이 원자로 구성되어 있다는 이론이다. 이 이론은 우리 주변에서 볼 수 있는 물질에 대해서는 들어맞는다. 그러나 엄격하게 말하면 플라스마 또는 굉장히 높은 압력을 받는 입자들에는 들어맞지 않는다.

## 역사
과학 분야(물론 근대과학 이전의 고대 그리스 철학자들에 의해 이미 원자론이 주장된 바 있다.)에서 원자론을 최초로 제기한 이는 18~19세기의 영국의 화학자 존 돌턴으로 알려져 있다. 돌턴의 원자설은 '질량 보존의 법칙', '정비례의 법칙'을 설명하기 위해 세워진 돌턴의 학설로서 오늘날의 원자론의 바탕이 된다.
돌턴은 각 기체를 구성하는 원자들의 질량비를 찾기 위해 원자론을 기반으로 하나의 가설을 세웠다. 두 원소가 결합을 할 때, 각 원소의 원자가 1:1로 결합하여 2원자 화합물을 만드는 것이 가장 쉽다고 가정했다. 그러므로 두 원소가 결합하여 만들어지는 화합물이 하나밖에 없으면 그것은 1:1로 결합한다고 가정했다. 그리고 두 가지 이상의 화합물을 만든다면 하나는 1:1, 다른 하나는 1:2, 그다음은 1:3 등 결합에 있어서 가장 단순한 정수비를 따른다고 본 것이다. 이러한 결합 규칙을 설정해 놓음으로써 돌턴은 여러 화합물을 구성하는 원소들의 질량비를 알게 되었고, 이를 통해 수소를 기준으로 한 원소들의 상대적 질량비, 즉 원자량을 찾을 수 있게 되었다.
돌턴의 원자설의 주요 골자는 다음과 같다.
- 물질은 원자라고 부르는 더 분할할 수 없는 작은 입자로 구성되어 있다.
- 같은 원소의 원자들은 동일하며, 같은 성질들을 갖고 있다.
- 화합물은 다른 원소들의 원자들로 구성되어 있으며, 일정한 작은 정수비로 결합되어 있다.
- 화학 반응은 단순히 원자들이 자리를 옮겨서 다른 조합을 이루는 것이다.
- 원자는 새로 생기거나 사라지거나 바뀔 수 없다.

이 원자설은 오늘날 물질에 대한 생각으로서 보편적으로 인정 받고 있다.
이로 인하여 우리는 원자는 원소의 성질을 갖고 있는 원소의 가장 작은 기본 입자로 규정할 수 있다.

## 같이 보기
- 분광학
- 원자
- 양자역학 개론
- 기체 분자 운동론
- 원자주의

## 참고 문헌
- 화학의 기본 개념, LEO J.MALONE, 자유아카데미